# Diócesis de Dax
La diócesis de Dax (en latín: Diœcesis Aquae Augustae) es una antigua diócesis de la Iglesia católica en Francia.
La iglesia catedral era Nuestra Señora de Dax.
El obispado era sufragáneo del arzobispado metropolitano de Auch y la diócesis dependía de la provincia eclesiástica de Auch.

## Creación
El primer obispo cuyo nombre se conserva hasta nosotros es Graciano (Gratinaus), que participó en el Concilio de Agde en 506.
El obispo era sufragáneo del arzobispo metropolitano de Auch.
La diócesis se extendía hacia el sur, sobre parte del reino de Navarra, el obispo de Dax ayudó a los soberanos de este reino.

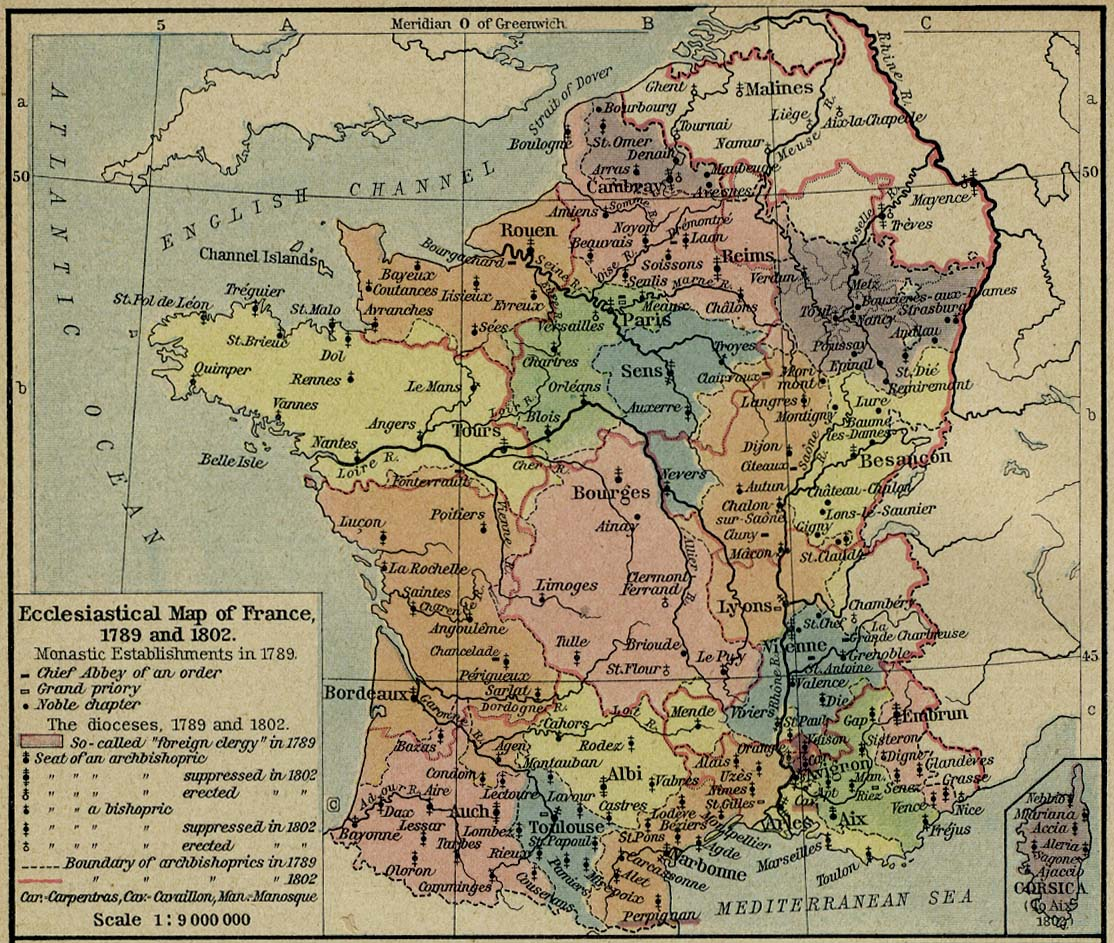
La archidiócesis de Auch y su provincia entre 1789-1802.

## Territorio

Diócesis de Francia en 1801.

En origen el territorio diocesano parece corresponder con la civitas de Tarbelles, habiendo caído el nombre "Tarbelle" en desuso en favor del de "Aquae/Aquis".
Hacia 1030, a instancias del rey Sancho III de Pamplona, el suroeste de la diócesis fue desmembrado para crear el nuevo obispado de Bayona.
Hacia 1060, tras un conflicto con el vizconde de Bearne, Sola (sureste del territorio) quedó adscrita a la jurisdicción de la diócesis de Olorón.
Desde esta época la diócesis de Dax sólo conservó un pequeño territorio apuntado situado en la zona vascófona y el reino de Navarra.
La diócesis de Dax estaba delimitada por la archidiócesis de Burdeos y las diócesis de Bazas, Aire, Lescar, Olorón y Bayona.

## Subdivisiones
En 1790, la diócesis se dividió en dieciséis arciprestazgos: Gresin, Gosse y Seignanx, Maremne, Marensin, Lanescq, Rivière-de-la-Douze, Chalosse, Auribat, Orthe, Gert y Pouillon, Lescanaux, Rivière-Luy, Rivière-Gave, Rivière-Fleuve, Bearne, Navarra.

## Supresión
La diócesis de Dax fue suprimida por la Constitución Civil del Clero sin que la medida fuera aceptada por la Santa Sede.
Su supresión no fue reconocida por el Papa Pío VI.
Finalmente, la diócesis fue suprimida tras el Concordato de 1801.